# Ема Дероси Бјелајац
Ема Дероси Бјелајац (Штрмац, код Лабина, 3. мај 1926 — Загреб, 20. јун 2020) била је учесница Народноослободилачке борбе и друштвено-политичка радница СФР Југославије и СР Хрватске. Од 20. новембра 1985. до 10. маја 1986. године обављала је функцију председнице Председништва СР Хрватске.

## Биографија
Рођена је 3. маја 1926. године у Штрмцу код Лабина, Истра.
Ступила је у Народноослободилачки покрет 1943. године, а за време рата била је члан Котарског комитета Савеза комунистичке омладине Југославије и Народноослободилачког одбора лабинског котара те сарађивала у пулском Окружном пропагандном одељењу. Године 1944. примљена је у Комунистичку партију Југославије.
Након ослобођења радила је у Агитпропу Окружног комитета Комунистичке партије Хрватске за Истру и била чланица пулског Градског комитета КПХ од 1946. до 1948. године и Бироа обласног комитета КПХ за Ријеку од 1948. до 1953. године.
Завршила је Вишу политичку школу „Ђуро Ђаковић“ 1951. у Београду и Високу управну школу 1959. у Загребу, где је на Правном факултету магистрирала управно-политичком темом 1965. године.
Од 1953. до 1959. године била је главна уредница „Гласа Истре“ и директорица публицистичког предузећа „Отокар Кершовани“. На загребачкој Вишој управној школи била је изабрана за асистента 1959. и доцента 1966, а на Правном факултету предавала је на Катедри наука о управи од 1968. до 1974. године.
Била је чланица Централног комитета СКЈ од 1964. до 1969. године и Извршног комитета Централног комитета СКХ од 1969. до 1974. године, председница Универзитетске организације СК Загреб од 1968. до 1970. године и чланица председништва Градског комитета СКХ Загреб од 1980. до 1982. године.
Неколико пута је била заступница у Сабору СР Хрватске и његова потпредседница од 1978. до 1982. године. За члана Председништва СР Хрватске изабрана је 1982. године. Функцију председнице Председништва СР Хрватске у истом временском мандату, обављала је од 20. новембра 1985. до 10. маја 1986. године, након чега одлази у пензију.
Више је година била председница угледне истарске културне организације Чакавски сабор.
Преминула је у Загребу 20. јуна 2020. године.

## Литерарни рад
Радовима с подручја управних наука сарађивала је у зборницима и магазинима „Наша законитост“ (1961, 1979, 1985), „Управа“ (1962), „Зборник ВУШ“ (1966-1968), „Encyclopaedia moderna“ (1968), „Самоуправљање“ (1973) и „Зборник Правног факултета“ (1974). Политичке радове штампала је у магазинима „Жена“ (1968), „Наше теме“ (1972, 1974, 1982, 1988), „Погледи“ (1979-1980) и зборницима „Идејни основи социјалистичког самоуправљања“ (Београд 1977) и „Учешће жена у процесима друштвеног одлучивања“ (Београд 1982).